# Santa Cueva de Covadonga

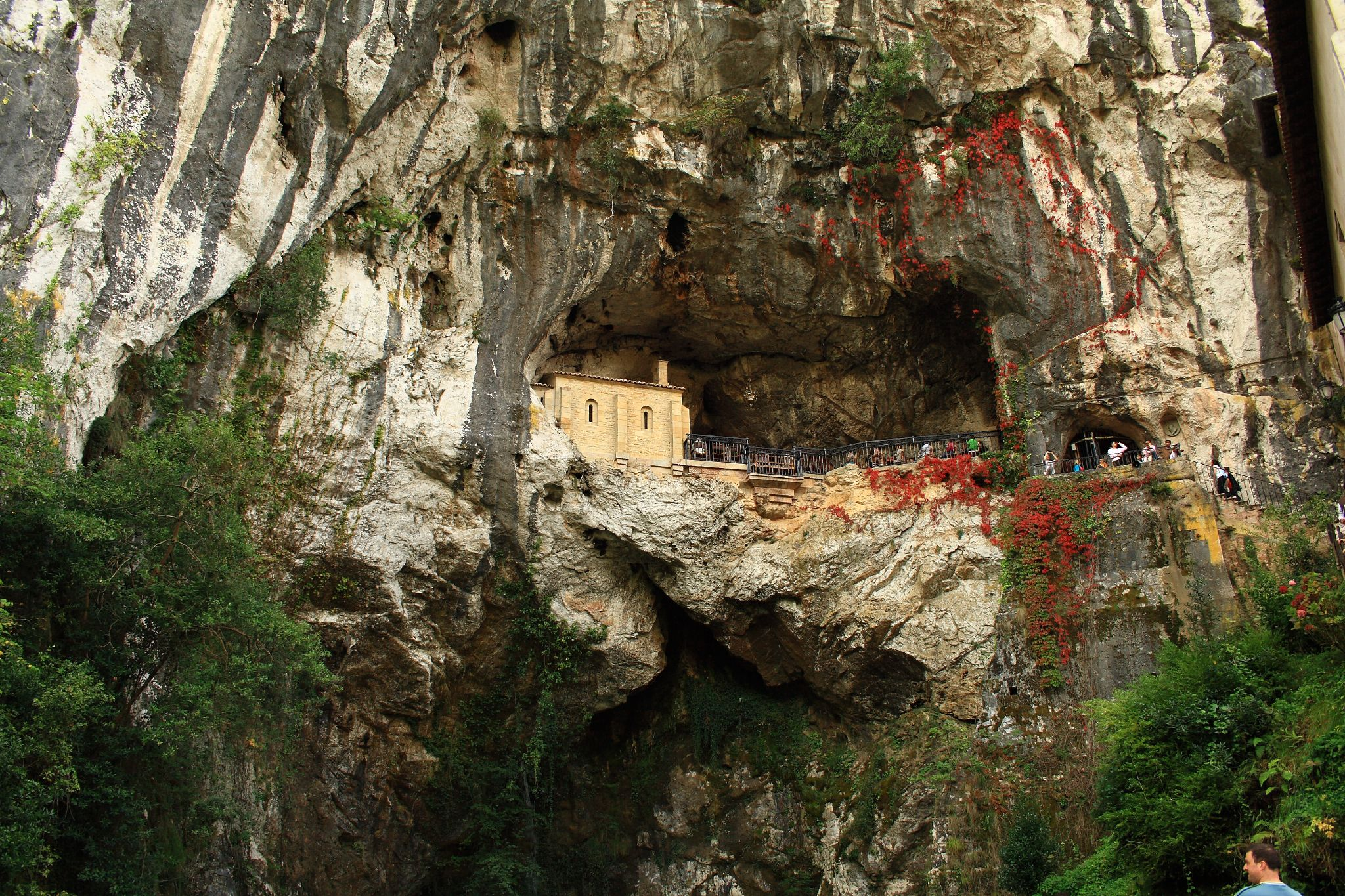
La Santa Cueva de Covadonga

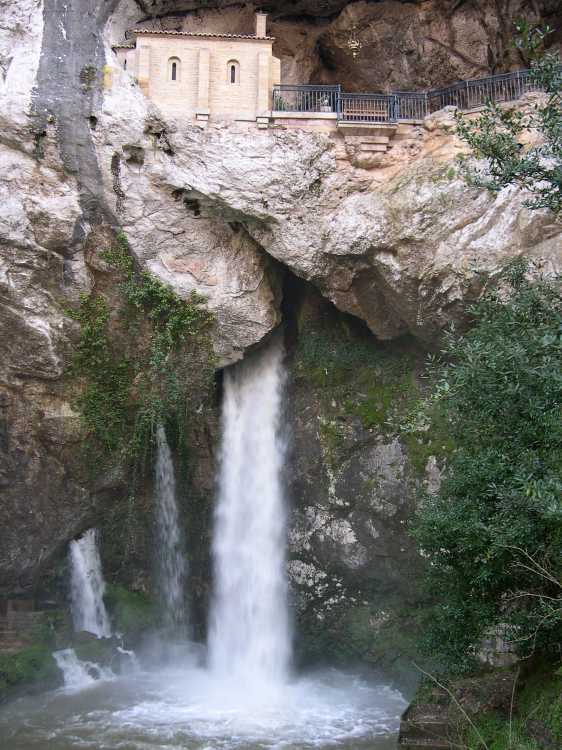
La Santa Cueva y el Chorrón

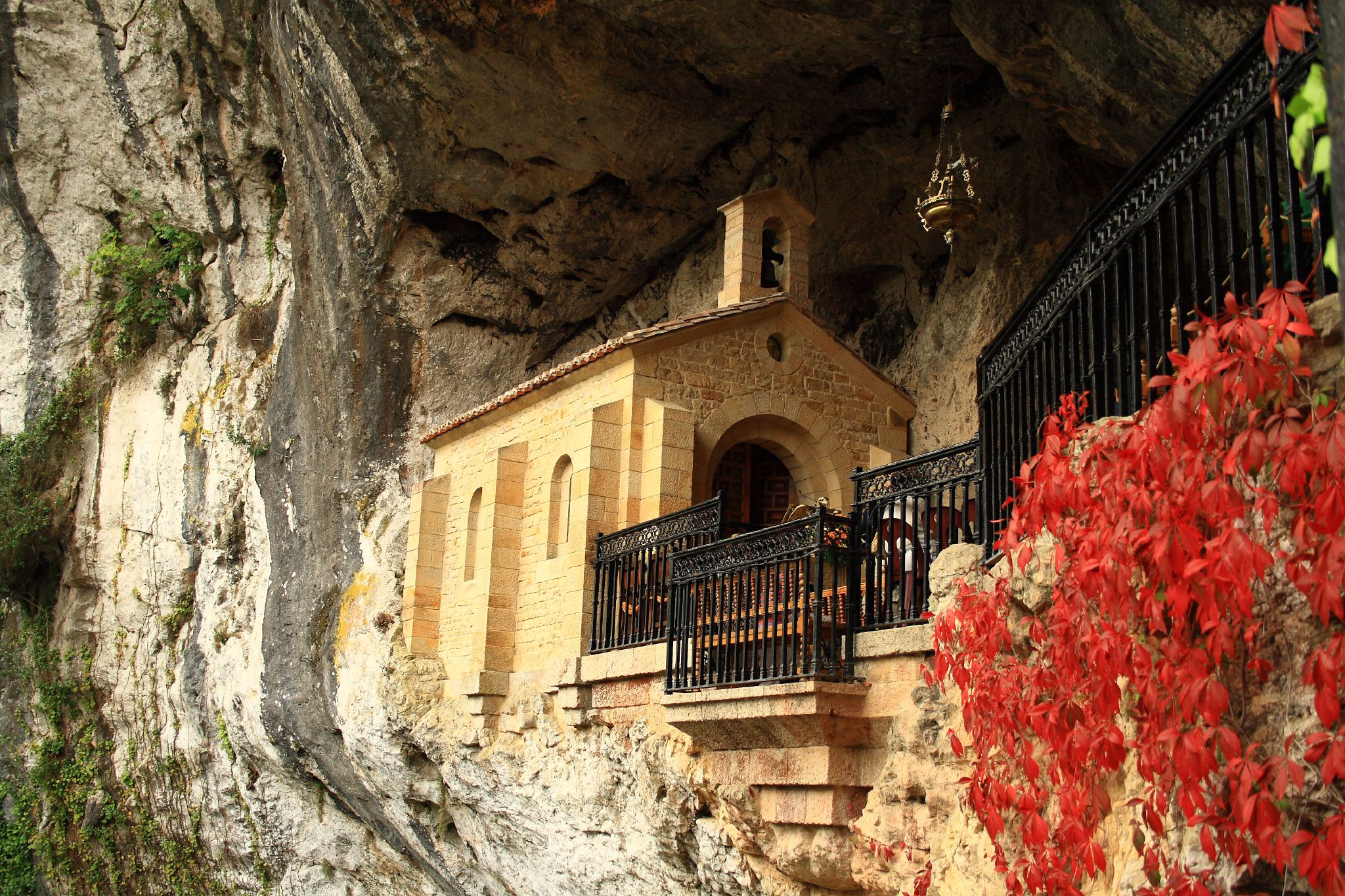
La Capilla en el interior de la Santa Cueva

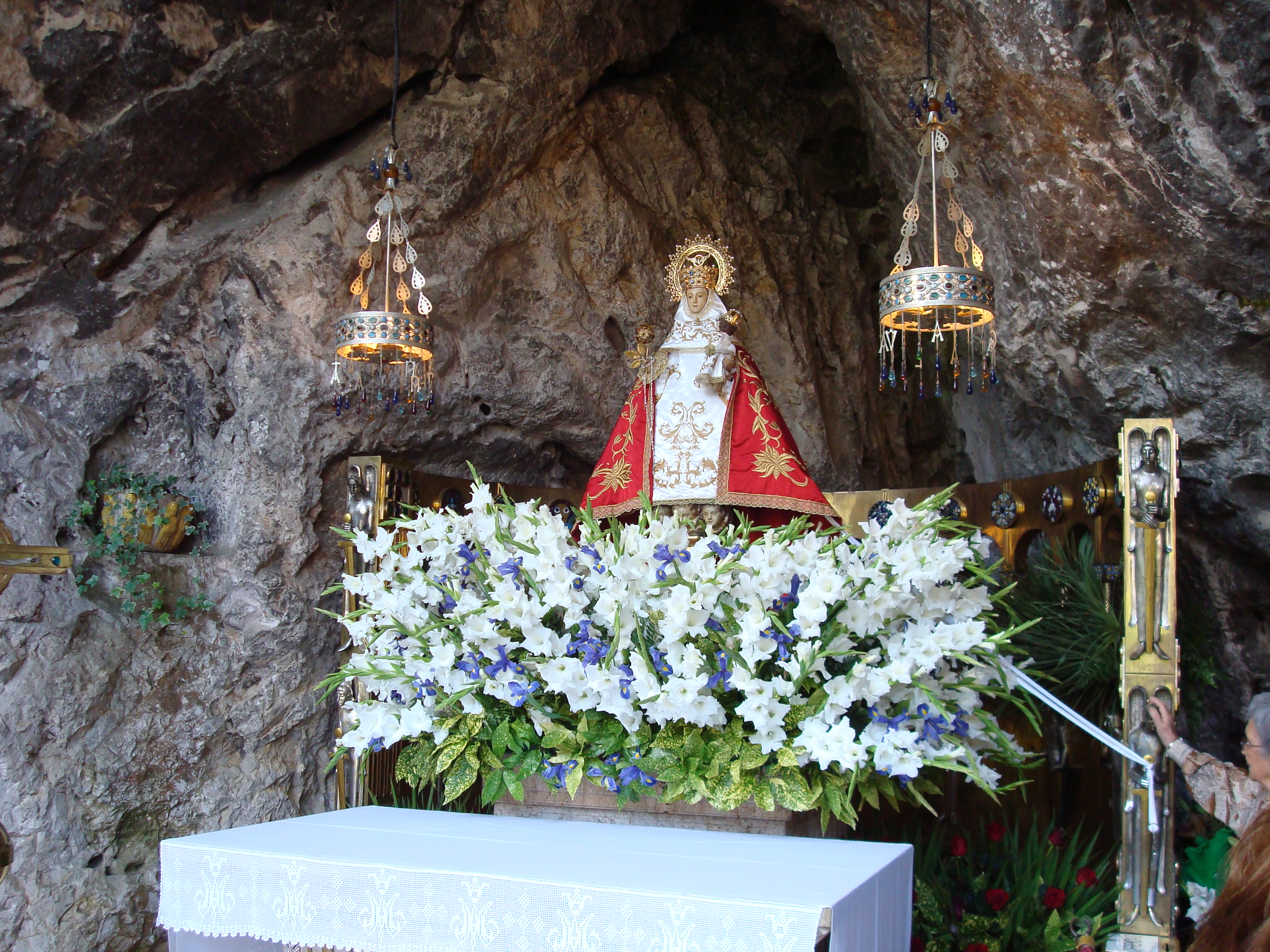
La Virgen de Covadonga en la Santa Cueva

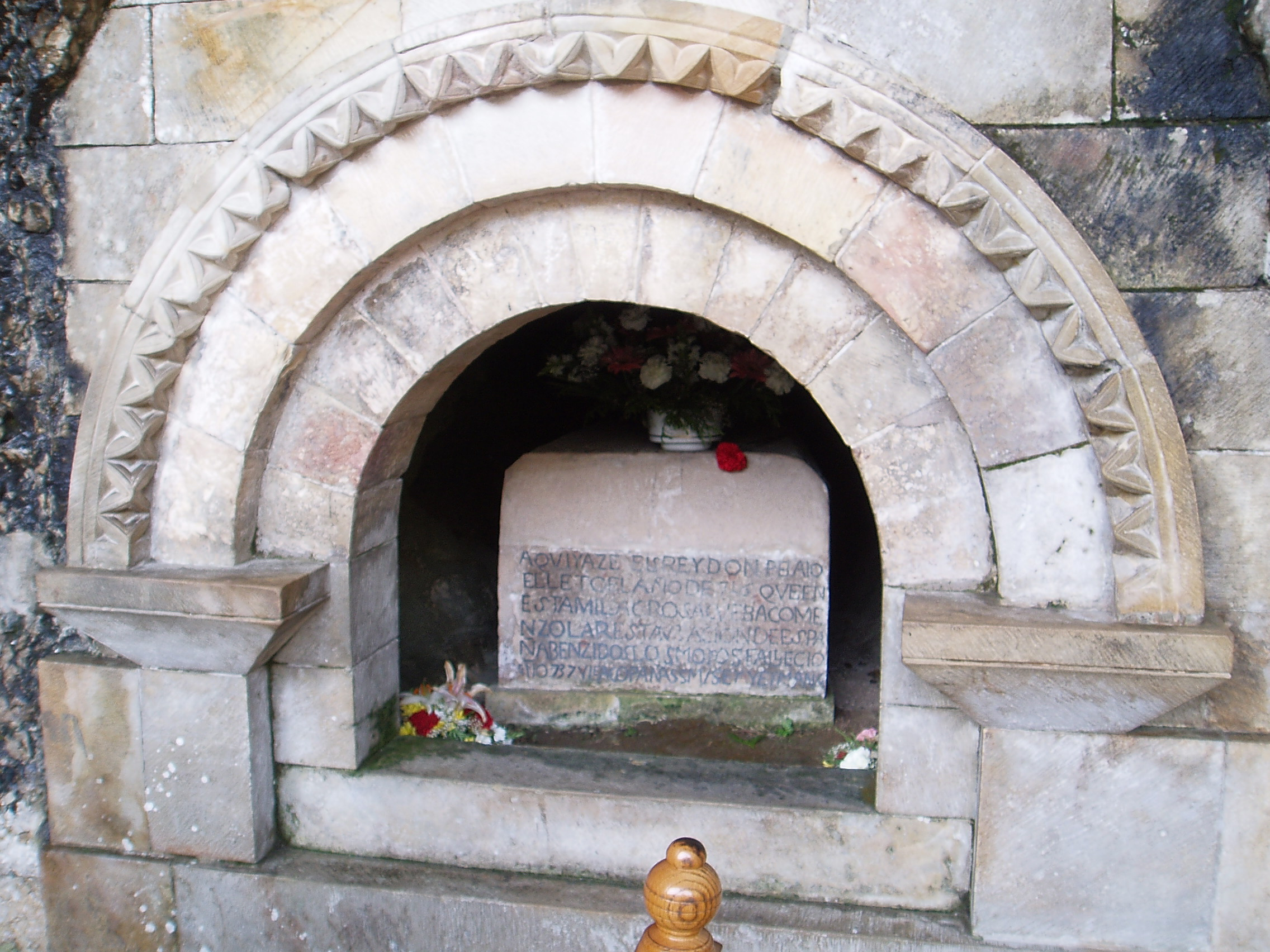
Tumba de don Pelayo, primer rey de Asturias. En la Santa Cueva de Covadonga

La Santa Cueva de Covadonga es un santuario católico situado en las estribaciones del Monte Auseva, que da nombre a la parroquia de Covadonga, en el concejo de Cangas de Onís, Principado de Asturias (España). Se accede a la cueva a través de una gruta o subiendo 103 escalones que parten desde la zona del estanque. 

## Descripción e historia

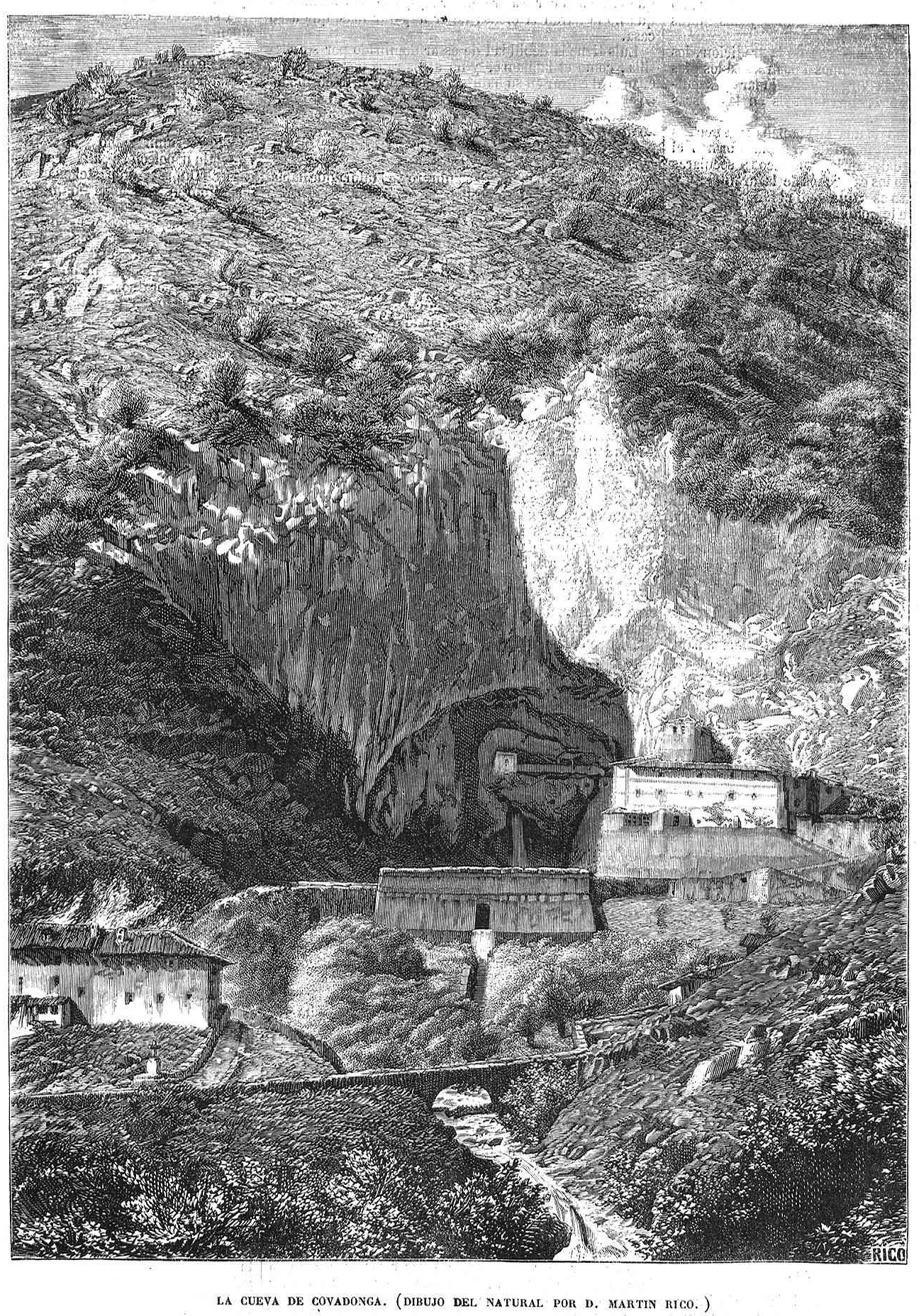
Ilustración de la cueva, obra de Martín Rico, publicada en 1857 en El Museo Universal

El origen de la cueva como lugar de culto es controvertido. La tradición afirma que don Pelayo, persiguiendo a un malhechor que se habría refugiado en esta gruta, se encontró con un ermitaño que daba culto a la Virgen María. El ermitaño rogó a Pelayo que perdonase al malhechor, puesto que se había acogido a la protección de la Virgen, y le dijo que llegaría el día en que él también tendría necesidad de buscar amparo en la Cueva. Algunos historiadores dicen que lo más verosímil es que Pelayo y los cristianos, refugiados en la Cueva de los musulmanes, llevaran consigo alguna imagen de la Virgen y la dejaran allí después de su victoria en la Batalla de Covadonga.
Las crónicas musulmanas sobre la Batalla de Covadonga dicen que en esta Cueva se refugiaron las fuerzas de Pelayo, alimentándose de la miel dejada por las abejas en las hendiduras de la roca. Las crónicas cristianas afirman que la intervención milagrosa de la Virgen María fue decisiva en la victoria, al repeler los ataques contra la Cueva.
La primera construcción en la Santa Cueva data de tiempos de Alfonso I, el Católico quien, para conmemorar la victoria de don Pelayo ante los musulmanes, mandó construir una capilla dedicada a la Virgen María, que daría origen a la advocación de la Virgen de Covadonga (conocida popularmente como la Santina). Además del altar a la Virgen se construyeron otros dos para San Juan Bautista y San Andrés. Alfonso I hizo entrega de esta iglesia a los monjes benedictinos.
La cueva estaba recubierta de madera pero en 1777 un incendio destruyó la talla original de la Santina. La actual talla data del siglo XVI y fue donada al Santuario por la catedral de Oviedo en 1778. La talla de la Virgen es de madera policromada, de dulces facciones, sostiene al Niño y una rosa de oro.
Durante la guerra civil la imagen de la Virgen desapareció, y fue encontrada en la embajada de España en Francia en 1939. La capilla actual, una recreación historicista de estilo neorrománico, es obra del arquitecto Luis Menéndez-Pidal y Álvarez.

## Panteón real de Covadonga
Los personajes reales que recibieron sepultura en Covadonga, según afirman diversos historiadores, fueron los siguientes:
- Don Pelayo (¿?-737), primer rey de Asturias e hijo del duque Favila;
- la reina Gaudiosa, esposa del anterior;
- una hermana del rey don Pelayo.
- Alfonso I el Católico (693-757), tercer rey de Asturias e hijo de Pedro de Cantabria, duque de Cantabria;
- la reina Ermesinda, esposa del anterior, hija del rey don Pelayo y de la reina Gaudiosa, y hermana del rey Favila de Asturias.

El rey don Pelayo falleció en Cangas de Onís, donde tenía su corte, en el año 737. Su cadáver recibió sepultura en la iglesia de Santa Eulalia, situada en la localidad asturiana de Abamia, en la que previamente había sido sepultada su esposa, la reina Gaudiosa. En el lado del Evangelio de dicha iglesia, se conserva en la actualidad el sepulcro, vacío, que contuvo los restos del rey, y enfrente, colocado en el lado de la Epístola, se encuentra el que contuvo los restos de su esposa. El cronista Ambrosio de Morales dejó constancia en su obra de que Alfonso X el Sabio, rey de Castilla y León, ordenó trasladar los restos del rey don Pelayo y los de su mujer a la Santa Cueva de Covadonga, aunque, no obstante lo anterior, numerosos historiadores han cuestionado la autenticidad del traslado de esos restos a Covadonga.
En los sepulcros en los que se supone que yacen los restos del rey don Pelayo, y los de su yerno, Alfonso I el Católico, con sus respectivas esposas, se encuentran grabados, respectivamente, estos epitafios:

AQVI YACE EL SEÑOR REY DON PELAIO, ELLETO EL AÑO DE 716 QUE EN ESTA MILAGROSA CUEBA COMENZO LA RESTAVRACION DE ESPAÑA BENCIDOS LOS MOROS; FALLECIO AÑO 737 Y ACOMPAÑA SS M/gEr Y ErMANA

AQVI YAZE EL CATOLICO Y SANTO REI DON ALONSO EL PRIMERO I SV MVJER DOÑA ERMENISINDA ERMANA DE DON FAVILA A QVIEN SVCEDIO. GANO ESTE REY MVCHAS VITORIAS À LOS MOROS. FALLECIO EN CANGAS AÑO DE 757.

## Toponimia
El significado de «Covadonga», procede de «Cova de onnica» y significa la fuente de la cueva. El sufijo onnika, fuente, deriva del céltico onna, "río", y conforma en la zona numerosos topónimos como Isongo "fuente del Is", Triongo "tres fuentes", Candongo "fuente blanca", etc.
Según algunos estudiosos, la versión tradicional que hace venir el nombre del latín «Cova Dominica», o «Cueva de la Señora» (por estar el lugar dedicado al culto de la Virgen de Covadonga) es poco probable, y habría dado en asturiano «Covadominga». Sin embargo, en un orden cronológico sobre las crónicas que hacen referencia a la monarquía asturiana y a su historia, la de mayor antigüedad es la Crónica albeldense, y a continuación la Crónica de Alfonso III. De esta última, la primera «versión» es la Crónica rotense, así llamada por haberse hallado en la Catedral de San Vicente de Roda de Isábena ya mostraba las palabras coba domínica, que en la  Baja Edad Media evolucionó hasta el nombre actual de Covadonga pasando por los estadios intermedios de covadómnica, covadónnica y covadónega.